# Можвай (деревня)
Можвай — деревня в Завьяловском районе Удмуртии, входит в Подшиваловское сельское поселение. Находится в 19 км к западу от центра Ижевска. Деревня расположена на реке Мужвайка.